# Fonologia języka szwedzkiego
System fonetyczny języka szwedzkiego charakteryzuje się silnie rozwiniętym systemem samogłosek, liczącym 22 fonemy oraz równie obfitym systemem spółgłosek. Rekompensatą tak bogatego systemu samogłoskowego jest brak dyftongów. Zarówno samogłoski jak i spółgłoski podlegają zjawisku iloczasu. Intonacja języka jest specyficzna, oprócz akcentu uderzeniowego i ogólnego akcentu zdaniowego występuje również akcent toniczny, który ma wartość dystynktywną, tzn. może wpływać na zmianę znaczenia wyrazów. 

## Samogłoski
W języku szwedzkim występują dwadzieścia dwa fonemy wokaliczne. Szwedzkie samogłoski mogą być zarówno długie jak i krótkie. Długość jest cechą dystynktywną, choć najczęściej zmianie długości samogłoski towarzyszą też zmiany jakościowe. 

Diagram Jonesa – graficzna reprezentacja miejsca i sposobu artykulacji dla samogłosek szwedzkich
Cechą charakterystyczną języka szwedzkiego jest bogaty i rozbudowany system samogłosek. Prawie każda samogłoska występuje w dwóch wariantach: długim i krótkim. Zjawisko to, zwane iloczasem, pojawia się w sylabach akcentowanych, które z założenia są długie; jeśli samogłoska jest krótka, jest ona rekompensowana przez długą spółgłoskę (zjawisko to zostało szerzej omówione w rozdziale iloczas). 
Szwedzkie samogłoski dzielą się na cztery rodzaje pod względem otwarcia: zamknięte (ścieśnione), półzamknięte (lub przymknięte), półotwarte i otwarte. W porównaniu z językiem polskim, w szwedzkim występują dwie samogłoski środkowojęzykowe (szwa). Jest również pewna grupa samogłosek o dużym rozwarciu jamy ustnej (z tzw. odwróconego diagramu Jonesa).  Dokładniejszą charakterystykę samogłosek szwedzkich przedstawia diagram poniżej.
| Samogłoska | Przykład           | Samogłoska | Przykład                |
| ---------- | ------------------ | ---------- | ----------------------- |
| iː         | siːlⓘ sil, sito    | ɪ          | sɪlⓘ sill, śledź        |
| eː         | heːⓘ hel cały      |            |                         |
| ɛː         | hɛːlⓘ häl, pięta   | ɛ          | hɛlⓘ häll, skała        |
| ɑː         | mɑːtⓘ mat, żywność | a          | matⓘ matt, przygnębiony |
| oː         | moːlⓘ mål, cel     | ɔ          | mɔlⓘ moll, moll         |
| uː         | buːtⓘ bot, pokuta  | ʊ          | bʊtⓘ bott, żyła         |
| ʉː         | fʉːlⓘ ful, brzydki | ɵ          | fɵlⓘ full, pełny        |
| yː         | syːlⓘ syl, szydło  | ʏ          | sʏlⓘ syll, kuszetka     |
| øː         | nøːtⓘ nöt, orzech  | œ          | nœtⓘ nött, noszony      |

## Spółgłoski

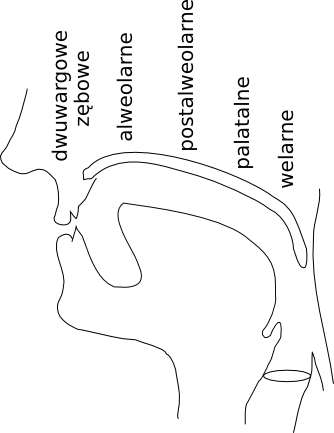
Miejsce artykulacji spółgłosek szwedzkich

System spółgłosek szwedzkich jest średnio rozbudowany. W jego skład wchodzą zarówno spółgłoski dźwięczne jak i bezdźwięczne, choć nie każda dźwięczna ma swój bezdźwięczny odpowiednik. Poza spółgłoskami nosowymi m i n pozostałe są spółgłoskami ustnymi. Również spółgłoski ulegają zjawisku iloczasu: w akcentowanej sylabie spółgłoska jest długa o ile znajdująca się przed nią samogłoska jest krótka. Podwójna spółgłoska wymawiana jest jak geminata a nie jak dwie spółgłoski znajdujące się obok siebie.
Pod względem sposobu artykulacji spółgłoski szwedzkie dzielą się następująco:
wybuchowe: dwuwargowe p, b, welarne k, g, zębowe t, d, oraz alweolarne rd i rt. Dwie ostatnie spółgłoski nie istnieją w języku polskim.
trące: wargowo-zębowe f, v, alweolarne s, postalweolarne rs oraz j i sje-
drżące r wymawiane z reguły przedniojęzykowo (podobnie jak w języku polskim). Istnieją jednak dialekty, zwłaszcza na południu Szwecji, w których r jest tylnojęzykowe. Dopuszcza się również trącą wymowę r.
boczne (lateralne): alweolarne l i postalweolarne -rl
nosowe: m i n. 
|              | wargowe | wargowe | wargowo zębowe | wargowo zębowe | zębowe | zębowe | alweolarne | palatalne | palatalne | welarne | welarne | krtaniowe |
| Dźwięczność  | -       | +       | -              | +              | -      | +      | +          | -         | +         | -       | +       | -         |
| nosowe       |         | m       |                |                |        | n      |            |           |           |         | ŋ       |           |
| wybuchowe    | p       | b       |                |                | t      | d      |            |           |           | k       | ɡ       |           |
| szczelinowe  |         |         | f              | v              | s      |        | ʃ̴          | ç         | ʝ         |         |         |           |
| Aproksymanty |         |         |                |                |        |        |            |           |           |         |         | h         |
| boczne       |         |         |                |                |        | l      |            |           |           |         |         |           |
| drżące       |         |         |                |                | ɾ      |        |            |           |           |         |         |           |

System spółgłosek szwedzkich oraz miejsce i sposób ich artykulacji

## Zjawiska fonetyczne w wyrazie
Każdy wyraz wypowiadany w izolacji jest akcentowany. Rozróżnia się dwa rodzaje akcentu – przyciskowy (dynamiczny) oraz toniczny. Nieakcentowane są często czasowniki posiłkowe i niektóre przyimki. Charakterystycznym zjawiskiem szwedzkiego systemu fonetycznego jest iloczas, czyli zróżnicowanie głosek pod względem czasu artykulacji.

### Iloczas
Z pojęciem długości samogłosek i spółgłosek związane jest pojęcie iloczasu czyli różnicy w długości poszczególnych fonemów. Podlegają mu zarówno samogłoski jak i spółgłoski. Zjawisko dotyczy zawsze sylaby akcentowanej.
Iloczas silnie związany jest  z akcentem wyrazowym. Zasadą języka szwedzkiego jest, iż akcentowana sylaba zawsze jest długa, przy czym elementem długim w sylabie może być samogłoska albo spółgłoska. Samogłoska jest długa w następujących przypadkach:
- znajduje się w wygłosie absolutnym czyli na końcu wyrazu: blå (niebieski), ko (krowa)
- następuje po niej spółgłoska krótka: kal (łysy)

Samogłoska jest krótka, jeśli w sylabie, w której się znajduje po niej znajduje się:
- spółgłoska długa, np. kall (zimny), rott – czerwony
- grupa spółgłoskowa, np. konst (sztuka), hast – pośpiech

### Akcent dynamiczny
Akcent dynamiczny (przyciskowy) polega na głośniejszym wymówieniu akcentowanej sylaby w porównaniu z pozostałymi sylabami danego wyrazu. Nie jest on przypisany do konkretnej sylaby – może padać na każdą sylabę wyrazu, choć najczęściej jest to pierwsza sylaba: fågel (ptak). Może jednak znajdować się w środku wyrazu, np. betala (płacić) jak również na końcu, np. sensationel (sensacyjny). W wyrazach rodzimych akcent główny pada najczęściej na pierwszą sylabę, akcent na sylabę ostatnia występuje głównie w wyrazach obcego pochodzenia. 

### Akcent toniczny
Cechą charakterystyczną języka szwedzkiego jest występowanie akcentu tonicznego (muzycznego, prozodycznego). W przeciwieństwie do akcentu dynamicznego jego istotę nie jest wymówienie akcentowanej sylaby mocniej, a tonem o innej wysokości – podobnie jak to zwykle dzieje się w zdaniu. Istnieją dwa rodzaje akcentu tonicznego: akcent akutowy (noszący często nazwę akcent nr 1, AT1 itp.) i grawisowy (akcent nr 2, AT2). 

#### Akcent akutowy
W językach nietonicznych, np. fińskim lub polskim, jest jedynym występującym rodzajem akcentu prozodycznego. W języki szwedzkim stoi w opozycji do akcentu grawisowego. Charakteryzuje go znaczne opadanie melodii na końcu wyrazu. W poniższych przykładach oznaczony o.
Następujące grupy wyrazów mają akcent toniczny AT1:
- wyrazy jednosylabowe: en ohund, en ohus, ostor'. Rzeczowniki tej grupy nie zmieniają akcentu w formie określonej:

ett obarn (AT1) – obarnet (AT1)
ett ohus (AT1) – ohuset (AT1)
Reguła ta nie dotyczy liczby mnogiej, gdzie rzeczowniki akcentowane w liczbie pojedynczej akcentem AT1 mogą przyjmować akcent AT2:
en ohund (AT1) – ohunden (AT1) – xhundarna (AT2)
- rzeczowniki dwusylabowe zakończone na -el, -er, -en, np. en ocyckel, ett ovatten. Nie jest to reguła ścisła, istnieją wyjątki, np. en xnyckel, en xsyster

- rzeczowniki zakończone na -is oraz -iker: en opotatis, en ofanatiker

- rzeczowniki należące do deklinacji III a zakończone w liczbie mnogiej na -er. W tej grupie przeważają wyrazy obcego pochodzenia z akcentem na ostatnią sylabę. Rzeczawniki te zachowują akcent AT1 również w formie określonej liczby pojedynczej a także w formie określonej liczby mnogiej;

(en) ostudent – stuodenter. (en) obok – oböcker
(en) obond – obönder – obönderna
- formy osobowe (czas teraźniejszy i przeszły) czasowników koniugacji II i IV, przy czym bezokolicznik tych czasowników może przyjmować akcent AT2:

att xsäga – osäger
- czasowniki zakończone na -era zarówno w bezokoliczniku jak i w formach osobowych: publiocera, stuoderade

- przymiotniki kończące się na -isk i przysłówki zakończone na -iskt: otypisk, ofaktiskt

- dni tygodnia: omåndag, otisdag

- większość wyrazów niezłożonych, w których akcent nie pada na pierwszą sylabę: moodern, eogentlig

#### Akcent grawisowy
Występuje tylko w wyrazach dwu- i więcej sylabowych. Charakteryzuje się dwoma przyciskami na różne sylaby w obrębie tego samego wyrazu. W wyrazach więcej niż dwusylabowych akcent nie musi przypadać na sylaby sąsiednie, a miejsce jego przypadania jest uwarunkowane historycznie. Pierwsza sylaba wypowiadana jest tonem wyższym niż podstawowy, następnie po opadnięciu tonu, po przejściu do następnego wyrazu ton ponownie się wznosi o około jedną tercję – przy czym tę sylabę również należy wymówić z przyciskiem. Należy być świadomym, iż istnieją znaczne różnice w realizacji wymowy tego akcentu. W niektórych dialektach, np. w finlandssvenska (szwedzki mniejszości szwedzkojęzycznej w Finlandii) ten typ akcentu nie istnieje. W poniższych przykładach oznaczony x.
Różnica w artykulacji akcentów AT1 (schemat po lewej) i AT2 (schemat po prawej)
Akcent toniczny AT2 występuje w następujących przypadkach:
- większość wyrazów dwu- lub więcejwyrazowych pochodzenia rodzimego, przy czym akcent główny (i akcent dynamiczny) pada na pierwszą sylabę

- większość złożeń, zarówno współczesnych jak i historycznych. Akcentowane są sylaby wyróżnione w wyrazach podstawowych złożenia: sjuk-skoterska.

Akcent toniczny jest czasem cechą dystynktywną: wyrazy różniące się akcentem przyjmują inne znaczenie. Oto przykłady: 
oallting – wszystko xallting – parlament islandzki
oanden – kaczor, xanden – duch
obiten – kawałek, xbiten – ugryziony
obrunnen – studnia, xbrunnen – spalony
ostegen – krok, xstegen – drabina
ovärden – gospodarz, xvärden – wartości

## Cechy prozodyczne języka
Język szwedzki jest językiem o wyraźnym systemie prozodycznym. O jego brzmieniu decydują zarówno akcenty wyrazowe: dynamiczny i toniczny, jak też rytm i melodia zdania. Są one specyficzne dla szwedzkiego i różnią się od używanych w innych językach. O ile akcent wyrazowy posiada cechy dystynktywne, o tyle rytm i melodia nie mają znaczenia ściśle gramatycznego, a jedynie nadają określony wyraz zdaniu i wpływają na reakcję językową rozmówcy. 

### Rytm
System rytmiczny języka jest odpowiedzialny za to, który wyraz otrzymuje w zdaniu mocniejszy nacisk. Decyduje o tym (jak w wielu innych językach) emocjonalny kontekst wypowiedzi. W wypowiedziach o neutralnym kontekście emocjonalnym akcent przypada na leksemy, natomiast nie akcentuje się wyrazów funkcyjnych i gramatycznych: rodzajników, zaimków, spójników, partykuł i czasowników modalnych.
Ett högt hus – wysoki dom
Vad har han redan gjort? – co on już zrobił?
Natomiast w przypadku wypowiedzi nacechowanej emocjonalnie (emfatycznej) akcent pada na ten element zdania, który normalnie byłby nieakcentowany, lecz mówiący decyduje się wybić. 

### Intonacja zdania
Nie jest ona tożsama z intonacją wyrazową ani akcentami tonicznymi AT1 i AT2. Przede wszystkim dlatego, że w przeciwieństwie do akcentu tonicznego nie jest cechą dystynktywną – nie wpływa na zmianę znaczenia wyrazu. Intonacja zdaniowa to opadanie lub wznoszenie się tonu w zależności od typu zdania. Najwyższy ton przyjmuje najważniejszy wyraz w zdaniu, noszący akcent logiczny:
Pod względem przebiegu linii melodycznej intonację dzielimy na wznoszącą i wznosząco-opadającą. Intonacja wznosząco opadająca polega na tym, że linia melodyczna wznosi się aż do najważniejszego elementu w zdaniu mającego akcent logiczny a następnie opada. Ten typ intonacji występuje w: 
- zdaniach twierdzących i przeczących nienacechowanych emocjonalnie
- rozkazach: Hämta min tröja, är du snäll. – Przynieś mi mój sweter, proszę.
- pytaniach szczegółowych: Hur gammal är han? -Ile on ma lat?

Intonacją wznoszącą charakteryzują się pytania o rozstrzygnięcie: Har du funnit mina nycklar? Czy znalazłeś moje klucze?

## Wymowa a ortografia
System zapisu samogłosek szwedzkich jest etymologiczny i niekiedy nie odpowiada wymowie. Istnieją pewne reguły, zwłaszcza przy rozstrzyganiu o długości samogłosek. System zapisu jest skomplikowany i obfituje w liczne wyjątki. Spółgłoski szwedzkie (poza kilkoma wyjątkami) wymawiane są zgodnie z zapisem. Jednym z charakterystycznych zjawisk w systemie konsonantycznym jest koegzystencja niektórych pojedynczych spółgłosek z określoną grupą samogłosek – przednimi lub tylnymi. Przykładowo, spółgłoska /k/ łączy się tylko z samogłoskami tylnymi, np. /o:/, /u/: korna, kall. Jej odpowiednikiem dla samogłosek przednich jest /ç/ np. kilo wym. /çilo/.
Dystrybutywna wymowa spółgłosek zapisywanych [k] i [g] w zależności od następującej po niej samogłoski

## Wymowa a zapis spółgłosek szwedzkich
c: przed – i, y, e, ä, ö najczęściej wymawiamy jak s, a przed – a, u, o, å najczęściej jako k.
g: przed – i, y, e, ä, ö najczęściej wymawiamy jak j, a przed – a, u, o, å najczęściej jako g.
k: przed – i, y, e, ä, ö najczęściej wymawiamy jak ś, ale z lekko cofniętym językiem, a przed – a, u, o, å najczęściej jako k.
v: tak jak polskie w.
x: jako ks
z: tak jak polskie s. Nigdy jak polskie z, ponieważ ten dźwięk nie istnieje w języku szwedzkim.
rs: wymawiamy jak polskie sz
retrofleksy, czyli: rt, rd, rl, rn wymawiamy tak jak ich zwykle odpowiedniki, ale z zawiniętym i znacznie cofniętym językiem. co w rezultacie daje dźwięki trochę zbliżone do polskich – cz, dż, l, n. Retrofleksy oraz połączenie rs czytamy TAKŻE na granicy wyrazów. np. Var ser du honom? (Gdzie go widzisz?) czytamy [Va sze dżu honom] ponieważ to zdanie zawiera rs i retrofleks rd na granicy wyrazów.
kj, tj: wymawiamy jako ś, ale z lekko cofniętym językiem.
dj, hj, lj, gj: wymawiamy jako j.
sj, stj, skj oraz sk przed i,y,e,ä,ö: wymawiamy jako dźwięk-sj tzw. sje-ljudet. Wymawiamy go w ten sposób, że przy lekko zaciśniętym gardle i ustach zaokrąglonych (jak do wymowy polskiego „u”) wymawiamy dźwięk „sz”.
ch oraz sch: wymawiamy jako sje-ljudet, ale na końcu wyrazu jako zwykłe sz, takie jak w polskim.
-ge: na końcu wyrazy wymawiamy jako SZ a nie jako Ż. jak np. w słowie – garage.
rg, lg: wymawiamy odpowiednio jako: rj, lj
ng: czytamy tak angielskie ng w końcówce -ing, czyli /ŋ/. Taki sam dźwięk pojawia się w języku polskim jako alofon /n/ przed /k, ɡ/, np. w wyrazie „bank” [baŋk].
nk oraz gn: czytamy tak jakby było napisane: ngk oraz ngn (przy czym ng jako jeden dźwięk, tak jak w poprzednim punkcie), czyli /ŋk/ i /ŋn/.
w końcówkach -tion -sion: połączenia ti otaz si czytamy jako sje-ljudet, natomiast o normalnie jak szwedzkie długie /uː/. np. station, konversation, intonation. Są to słowa, które w języku polskim kończą się na -cja.
ponadto wymowa jest czasami osobliwa dla niektórych zapożyczeń, ale nie występują w nich żadne inne dźwięki.

### Długie i krótkie samogłoski i spółgłoski
Każde szwedzkie słowo zawiera jedną długą sylabę która jest sylabą akcentowaną, tzn. taką w której występuje długa samogłoska lub długa spółgłoska. 
Długie i krótkie samogłoski nie różnią się od siebie sposobem zapisu jak np. w węgierskim gdzie mamy krótkie a, e, i, o, ö, u, ü, i długie á, é, í, ó, ő, ú, ű, które zapisywane są innymi znakami, ani nie są zapisywane wielokrotnie, tak jak w niderlandzkim, gdzie długie samogłoski zapisujemy podwójnie, a krótkie pojedynczo, ani nie są żadnymi innymi dwuznakami, jak np. w niemieckim, gdzie długie samogłoski często zapisujemy jako: eh, oh, öh itd.
Długość szwedzkich samogłosek i spółgłosek w sylabie akcentowanej odczytujemy z ilości spółgłosek, które występują po samogłosce. W sylabie akcentowanej jest tylko jeden długi dźwięk – jest to samogłoska lub spółgłoska. W sylabach nieakcentowanych wszystkie dźwięki są krótkie.
- samogłoska jest długa, a spółgłoska krótka – jeżeli po niej występuje tylko jedna spółgłoska, jak np. w słowie knyta – wiązać, gdzie mamy długie y oraz krótkie t.

- samogłoska jest krótka a spółgłoska długa – jeżeli po niej występują dwie lub więcej spółgłosek, jak np. w słowie knäppa – zapinać, gdzie mamy krótkie ä oraz długie p, lub w słowie vänta – czekać, gdzie mamy po samogłosce dwie różne spółgłoski i wtedy mamy krótkie ä i długie n, czyli pierwszą ze spółgłosek.

- w połączeniach typu: spółgłoska-samogłoska-spółgłoska-samogłoska, jak np. tala – mówić, pierwsza samogłoska jest długa.

- litery: m, n często na końcu wyrazu zapisywane są pojedynczo, ale należy je wtedy traktować jako -mm i -nn

- spółgłoska j jest zawsze długa i nie jest zapisywana podwójnie

- długie k zapisywane jest jako ck (a nie jako kk)

- długie sj jest zapisywane jako ssj, albo po prostu sj (a nie jako sjsj)

- dwuznaki: rd, rt, rl, rn, rs czasami traktujemy jako 2 litery (tak jak w zapisie), a więc jako dźwięk długi, a czasami jako jedną głoskę, która tylko jest zapisana za pomocą 2 znaków, a więc jako dźwięk krótki.

#### Osobliwości
W języku szwedzkim nie występuje dźwięk odpowiadający polskiemu "c". "c" jest czytane przeważnie jako "s" lub "k", a w złożeniu "ck" znaczy tyle co "kk" czyli długie "k".
Także dźwięk odpowiadający polskiemu "z" nie występuje w szwedzkim, "z" czytamy jako "s" np. w słowie "zoo" [su:].
- "o" przeważnie czytamy jak polskie "u", a czasami tylko jak "o".

- "å" czytamy jak polskie "o", ale w wersji długiej bardziej zaokrąglone. Np. nazwę miasteczka z filmu "Fucking Åmål" czytamy [omo:l].

- "w" występuje bardzo rzadko, przeważnie w imionach, nazwiskach, nazwach własnych. W normalnej pisowni wszędzie występuje "v".

- sj, skj, stj (oraz sk przed e, i, y, ä, ö) – wymawiamy jako dźwięk, który występuje tylko w języku szwedzkim. Brzmi jak dźwięk pomiędzy polskim "sz" i "h". Wymawiamy go w ten sposób, że przy lekko zaciśniętym gardle i ustach zaokrąglonych (jak do wymowy polskiego "u") i wymawiamy dźwięk "sz".

- "u" – wymowa szwedzkiego "u" ma 2 warianty fonemowe. Inny dla krótkiego, a inny dla długiego "u". Oba te dźwięki są charakterystyczne dla języka szwedzkiego.